# 本城ゆき
本城 ゆき（ほんじょう ゆき）は、日本の女優、モデル、ナレーター。
無名塾を卒業後、TBSのお天気キャスターでテレビデビュー。モデル事務所のリーコーポレーションと声優・ナレーター事務所のベストポジションに所属する。

## 出演

### テレビドラマ
- 江戸の朝焼け（1980年 - 1981年、フジテレビ） - おはる 役
- 土曜ワイド劇場 幽霊シリーズ 5「迷探偵コンビ潜入せよ！幽霊学園祭」（1981年4月11日、テレビ朝日）
- 時代劇スペシャル 仕掛人 藤枝梅安「梅安流れ星」（1982年4月16日、フジテレビ）
- ザ・サスペンス 刑事ガモさん 1「女子大生危険な帰り道」（1982年7月3日、TBS）
- 金曜劇場 早春スケッチブック（1983年、フジテレビ）
- 土曜ワイド劇場 迷探偵記者羽鳥雄太郎と駆け出し女刑事 1「飛騨高山に女の幽霊を見た！」（1985年11月2日、テレビ朝日）
- 太陽にほえろ! 第715話「山さんからの伝言」（1986年10月24日、日本テレビ）
- ナショナル木曜劇場 時にはいっしょに 第6話「できごと」（1986年11月20日、フジテレビ）
- 必殺仕事人V・旋風編 第3話「主水、殺人ツアーに出かける」（1986年12月5日、朝日放送）
- 木曜ゴールデンドラマ 事故の波紋（1988年12月8日、読売テレビ）
- 突然他人のように（1989年、中部日本放送）
- 水曜グランドロマン 密愛 226に散った恋（1991年2月20日、日本テレビ）

### テレビ番組
- マジカル頭脳パワー!! マジカルミステリー劇場 第19話「迷探偵夏子」（1991年、日本テレビ） - 土屋薫 役
- いい旅・夢気分（1992年、テレビ東京）
- 若林照光のおじゃまします（テレビ東京）
- FCI（福島中央テレビ）
- ふくしまの素顔（福島中央テレビ） - リポーター[1]
- そこが知りたい（TBS）
- はなまるマーケット（TBS） - リポーター
- 本城ゆきのニューヨーク・ボストン（旅チャンネル）
- 本城ゆきのニューヨークリポート（旅チャンネル）
- おふくろの晩ごはん（食チャンネル） - 司会

## ナレーション

### テレビ番組
- ヒマラヤ愛の学校（テレビ東京）
- ダンシングタイム（夢ゆうゆうチャンネル）
- 医療が変わる（Jドキュメント750）

### CM
- 農林中央金庫
- マツダ・クロノス（マツダ）
- クリスマスケーキ（山崎製パン）
- ファジークリーナー（日立製作所）
- エモリカ（花王）
- ヴイックスヴェポラッブ（P&Gヘルスケア）
- トップ お中元用（ライオン）
- 入浴美人（アラミック）
- ジョージア（日本コカ・コーラ）
- 関西電力
- らくらくホン（富士通、NTTドコモ）
- ラナケイン（小林製薬）

## モデル活動

### 雑誌
- 週刊プレイボーイ No.39（1980年9月23日号、集英社）

### スチール
- 日産自動車
- 東武百貨店
- NEC

### ビデオパッケージ
- ニッサン
- CEATEC JAPAN 2001